# Château de la Trousse
 (octobre 2017).
Si vous disposez d'ouvrages ou d'articles de référence ou si vous connaissez des sites web de qualité traitant du thème abordé ici, merci de compléter l'article en donnant les références utiles à sa vérifiabilité et en les liant à la section « Notes et références ».
Le château de la Trousse est une résidence seigneuriale située dans la commune d'Ocquerre, dans le département de Seine-et-Marne.

## Histoire
Le château d'origine fut construit vers 1630 sous le règne de Louis XIII par Sébastien Le Hardy dont la famille y vécut jusqu'en 1791. On dit[Qui ?] que Louis XIV a visité vers 1651 et a commenté que le château était « bien troussé », suggérant peut-être l'origine du nom Château de la Trousse. Le roi conféra le titre de marquis à la famille Le Hardy en 1651.
Le château a été rénové et amélioré au cours des années 1680 lorsque le propriétaire de l'époque, le marquis Philippe-Auguste Le Hardy, a fait appel aux services de l'architecte Libéral Bruant, l'architecte de l'Hôtel des Invalides à Paris.
En 1684, leur seule enfant, Marie-Henriette Le Hardy, épousa un prince d'Italie du Nord, Amédée-Adolphe dal Pozzo, marquis de Vognère.
Philippe-Auguste Le Hardy mourut en 1691, et Amédée et Marie-Henriette dal Pozzo héritèrent du domaine. Leur petite-fille, Marie-Henriette-Augustine-Renée d'Alpozzo de La Trousse (1748-† le 19 janvier 1836 à Lizy-sur-Ourcq, dont elle avait aussi la seigneurie ; épouse en 1766 de Louis-Auguste Jouvenel des Ursins, comte d'Harville), a ensuite obtenu puis vendu le domaine en 1791 à Charles-Guillaume Baudon, comte de Mony-Colchen ; c'est désormais cette nouvelle famille qui a la charge de La Trousse, jusqu'en 1998.
Le domaine est tombé en désuétude pendant la Révolution française. En 1814, l'armée napoléonienne a mis le feu à l'orangerie comme un signal que les Cosaques approchaient. En 1829, les propriétaires ont permis aux spéculateurs de vendre les matériaux de construction pour recueillir les fonds nécessaires.

## Nouveau château
En 1865, le petit-fils de l'acquéreur de 1791, le comte Charles-Victor Baudon de Mony-Colchen, achève la construction du nouveau château actuel. Il a également organisé la rénovation de l'orangerie et de l'écurie d'origine (datant de 1630) ainsi que les nouveaux jardins.
Pendant la dernière partie de la Première Guerre mondiale, les troupes américaines étaient en garnison au château en lien avec les batailles à Château-Thierry et du Bois-Belleau. À la fin de la guerre, le comte érige le monument commémoratif de la  guerre à l'entrée du château sur la D401, en signe de gratitude que son fils ait survécu.
Pendant la Seconde Guerre mondiale, La Trousse fut réquisitionnée par les Allemands et les greniers de la cour servaient d'hôpital de campagne. Les troupes alliées avancent de Normandie et atteignent La Trousse le 24 août 1944. Une bataille de chars s'ensuit et un char allemand est touché dans l'allée. Les combats cessèrent le lendemain quand Paris fut libéré le 25 août 1944.
Le château est resté la propriété de la famille Baudon jusqu'en 1998, lorsque le comte Xavier Baudon de Mony a vendu le domaine à un propriétaire néerlandais, Hans Musegaas. La famille de Mony ne pouvait pas supporter les coûts croissants de l'entretien. Le château et les bâtiments ont depuis été rénovés et divisés en plusieurs appartements privés. Les copropriétaires assument conjointement la responsabilité de l'entretien et de l'amélioration du château et de son domaine de 40 hectares.
Parmi les caractéristiques notables au Château de la Trousse, on trouve la chapelle, la prison et le pigeonnier.